# Saint-Vérand, Saône-et-Loire
Saint-Vérand är en kommun i departementet Saône-et-Loire i regionen Bourgogne-Franche-Comté i östra Frankrike. Kommunen ligger i kantonen La Chapelle-de-Guinchay som tillhör arrondissementet Mâcon. År 2022 hade Saint-Vérand 156 invånare.

## Befolkningsutveckling
Antalet invånare i kommunen Saint-Vérand
| Referens: INSEE |